# Julio González (boxe anglaise)
Pour les articles homonymes, voir Julio González (homonymie) et González.
Julio González Valladares est un boxeur cubain né le 26 avril 1965 à Cienfuegos.

## Carrière
Sa carrière amateur est principalement marquée par un titre de champion du monde à Moscou en 1989 dans la catégorie des poids légers après sa victoire en finale contre l'allemand de l'est Andreas Zülow. González remporte également trois médailles d'or consécutives aux Jeux panaméricains d'Indianapolis en 1987, de La Havane en 1991 et de Mar del Plata en 1995.